# Francesc Taulina i Garriga
Francesc Taulina i Garriga   (Barcelona, 22 de desembre de 1841 - Barcelona, 24 d'octubre de 1895) fou un empresari i polític català, diputat a les Corts Espanyoles durant la restauració borbònica.

## Biografia
Fill del comerciant i navilier Jaume Taulina i Vilallonga, fou un destacat banquer i empresari navilier i ferroviari. El 28 de juny del 1878 fou vocal de la junta de govern de la Companyia de Ferrocarril de Valls a Vilanova i Barcelona, presidida per Francesc Gumà i Ferran. El 15 de gener del 1880 va constituir la societat Ferrocarriles Económicos de La Selva y Ampurdán (FELSA) amb l'enginyer Teodoro Merly de Iturralde, que tenia la finalitat de construir dues línies de tren, una que enllaçaria Blanes, Lloret, Tossa, Sant Feliu de Guíxols, Castell d'Aro, Llagostera, Cassà de la Selva i Girona; i la segona, que havia de connectar Castell d'Aro, Palamós, Palafrugell, Torroella de Montgrí, l'Escala, Castelló d'Empúries i Figueres. Per aquest motiu Josep Guitart i Narcís Frigola i Fajula li compongueren La sardana d'en Taulina.
Després fou elegit diputat del Partit Liberal pel districte de Mataró a les eleccions generals espanyoles de 1881. Uns mesos després, però, va dimitir i fou substituït per Josep Garcia i Oliver.